# Villers-aux-Vents
Villers-aux-Vents é uma comuna francesa na região administrativa de Grande Leste, no departamento de Meuse. Estende-se por uma área de 6,14 km². Em 2010 a comuna tinha 135 habitantes (densidade: 22 hab./km²).